# Azione del 14 febbraio 1795
L’Azione del 14 febbraio 1795 (detta anche Battaglia del Golfo delle Rose) fu un combattimento navale minore nell'ambito delle Guerre rivoluzionarie francesi combattuto nel Golfo delle Rose, in Spagna, tra una nave di linea spagnola della flotta di Juan de Lángara ed uno squadrone francese composto da una fregata e da una corvetta.
Per ordine di Lángara, la nave spagnola, la Reina Maria Luisa (112 cannoni), inseguì la fregata francese Iphigenie per più di un giorno, costringendola infine ad ammainare la propria bandiera arrendendosi. La corvetta, separatasi tre giorni prima per una tempesta, si diede per dispersa.
Alcuni giorni dopo, il 30 marzo, quando la Montañés (74 cannoni) stava rientrando in patria con la nave catturata, venne attaccata da un potente squadrone francese di otto navi di linea e due fregate. Grazie alla propria velocità, la nave spagnola fu in grado di raggiungere il porto di Sant Feliu de Guíxols, e dopo duri combattimenti nei quali vennero sparate 1100 palle di cannone, gli attaccanti vennero respinti con una sola bordata della Montañés con tre morti e pochi feriti. I francesi si ritirarono a Menorca.